# Daniele Contardo
Daniele Contardo (Torino, 12 dicembre 1967) è un musicista, polistrumentista e attore teatrale italiano.

## Biografia
Sin dall'infanzia si appassiona alla musica, seguendo il padre Franco che suonava nel gruppo torinese dei Cantambanchi, protagonista del Folk Revival anni '70, trovando comunque il tempo per laurearsi in Lingue e Letterature Straniere all'Università di Torino.
Fonda gli Abesibé, che fondono teatro, musica e commedia dell'Arte.
Nel frattempo diventa giornalista e collabora con riviste musicali quali Fare Musica, Il Mucchio Selvaggio e con alcune Radio private.
Nel 2003 entra a far parte dei Modena City Ramblers in qualità di polistrumentista e incide con il gruppo gli album ¡Viva la Vida, Muera la Muerte! e Appunti partigiani. Nel 2005, lascia il gruppo, tornandone però a far parte nel 2009 in occasione di Onda Libera, Carovana della Legalità nei territori confiscati alle mafie, organizzata da Libera.
Porta avanti numerosi progetti musicali:
1. FryDa, duetto con Francesco "Fry" Moneti dei Modena City Ramblers
2. Narrow Men o Come down and meet the folks con il cantautore londinese Jason McNiff, Davide Morandi e Francesco Moneti
3. PANeROSE, quartetto folk
4. Bandakadabra, banda di ottoni di ispirazione balcanica.
5. Cantambanchi[1] che talvolta riporta in vita con il fratello Giuliano

Spostandosi in bicicletta porta in giro diversi spettacoli: Vieni avanti, Savoia!, W Marx! W Lennon!, 2 Ruote di Resistenza.

## Discografia

### Album
- 1994 - La strada e il vento con gli Abesibé
- 1996 - Istevar! con gli Abesibé
- 2004 - ¡Viva la vida, muera la muerte! con i Modena City Ramblers
- 2005 - Appunti partigiani con i Modena City Ramblers

### Partecipazioni
- 1996 - Pier Paolo Pederzini in Il mio bambino difficile: chitarra, organetto diatonico e fisarmonica
- 1998 - Giuliano Contardo in Avete messo radici?: fisarmonica in Ciarlatani
- 2007 - Bandakadabra in Sputnik: fisarmonica
- 2007 - Perturbazione in Pianissimo fortissimo: fisarmonica in Battiti per minuto
- 2008 - 26 canzoni per Peppino Impastato: organetto diatonico in I cento passi (con i Modena City Ramblers)
- 2011 - Jason McNiff in April Cruel: organetto diatonico in Lovely Lea e Kissing In The Wind
- 2012 - Bandakadabra in Bandakadabra Party: fisarmonica
- 2012 - Battaglione Alleato autore ed esecutore in Nozze partigiane (come FryDa)
- 2012 - Fernando Saunders in Happiness: fisarmonica in The First Seven Days (Movements 1,2,3)
- 2013 - Modena City Ramblers in Niente di nuovo sul fronte occidentale: organetti diatonici e arbebo in La Guèra D'l Barot
- 2013 - Giulia Tripoti in Arrovesciata: fisarmonica in Tango dentro e Fischia il vento